# Mieczysław Jarmicki
Mieczysław Andrzej Jarmicki (ur. 11 grudnia 1920 w Sierpcu, zm. 17 września 1943 w Warszawie) – podporucznik Wojska Polskiego, członek polskiego ruchu oporu w czasie II wojny światowej oraz uczestnik wielu akcji dywersyjnych.

## Życiorys

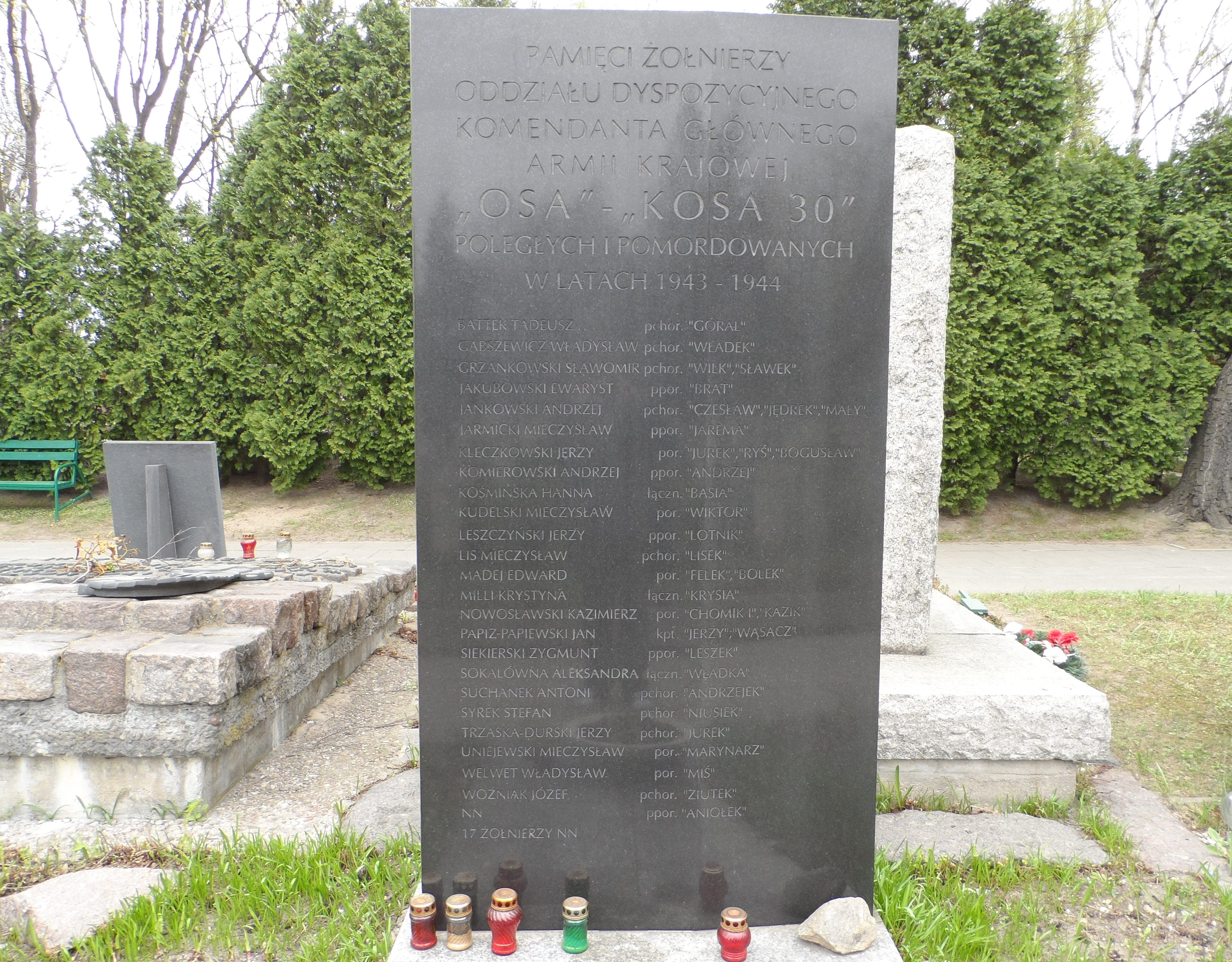
Tablica na wojskowych Powązkach, upamiętniająca poległych i pomordowanych żołnierzy „Osy”-„Kosy” z nazwiskiem Jarmickiego

Urodził się w 1920 roku w Sierpcu. Był absolwentem korpusu kadetów w Rawiczu. W czasie okupacji Polski przez Niemców był członkiem Armii Krajowej oraz uczestnikiem wielu akcji dywersyjnych Wachlarza oraz Organizacji Specjalnych Akcji Bojowych "OSA". Aresztowany przez Niemców 5 czerwca 1943 roku na ślubie Mieczysława Uniejewskiego w kościele św. Aleksandra w Warszawie. Osadzony został w warszawskim więzieniu Gestapo zlokalizowanym na ul. Pawiej zwanym popularnie Pawiakiem.
17 września 1943 Niemcy rozstrzelali 12 mężczyzn i 2 kobiety zatrzymane na tym ślubie. Zginęli wówczas m.in.: Tadeusz Battek „Góral”, Władysław Gabszewicz „Władek”, Andrzej Jankowski „Czesław”, Mieczysław Jarmicki „Jarema”, Andrzej Komierowski „Andrzej”, Anna Kośmińska „Basia”, Krystyna Milli „Krysia”, Jan Papis-Papieski „Jerzy”, Stefan Syrek „Niusek”, Jerzy Trzaska-Durski „Jurek”, Władysław Welwet „Miś”.